# Monforte de Moyuela
Monforte de Moyuela é um município da Espanha na província de Teruel (Aragão). Tem 47,74 km² de área e em 2021 tinha 71 habitantes (densidade: 1,5 hab./km²).

## Demografia
| Variação demográfica do município entre 1991 e 2005 | Variação demográfica do município entre 1991 e 2005 | Variação demográfica do município entre 1991 e 2005 | Variação demográfica do município entre 1991 e 2005 |
| --------------------------------------------------- | --------------------------------------------------- | --------------------------------------------------- | --------------------------------------------------- |
| 1991                                                | 1996                                                | 2001                                                | 2005                                                |
| 116                                                 | 85                                                  | 77                                                  | 76                                                  |